# Nykøbing Falster Boldklub af 1901
 "B1901", "B.1901" og "B.1901" omdirigeres hertil. For andre betydninger, se B.1901 (flertydig).
Nykøbing Falster Boldklub af 1901 (bedre kendt som B.1901) var en dansk fodboldklub, der eksisterede fra 1901 til 2013 og var hjemmehørende i Nykøbing Falster. Klubben var medlem af Lolland-Falsters Boldspil-Union og derigennem Dansk Boldspil-Union.
Klubben var i det meste af sin levetid den førende fodboldklub på Lolland-Falster. Den spillede i den bedste danske række i mange år og havde sin seneste storhedstid i 1960'erne og 1970'erne under den senere landstræner Kurt Nielsen, hvor bl.a. Morten Olsen spillede et par år i klubben. Klubbens bedste placering i denne periode var en fjerdeplads i 1. division i 1972. B.1901 nåede også pokalfinalen i 1973 og 1983, men tabte begge gange.
Med indførelsen af professionel fodbold i Danmark i 1977 kunne klubben uden pengestærke bagmænd ikke længere følge med, og en længere nedtur begyndte. I 1982 rykkede B.1901 definitivt ud af 1. division - på det tidspunkt Danmarks bedste fodboldrække. Klubben fortsatte sin deroute de følgende år, rykkede i 1990 helt ud af Danmarksturneringen og endte i Lolland-Falsterserien. I 1994 dannede B.1901 en fælles overbygning kaldet Nykøbing Falster Alliancen med naboklubben og den tidligere rival i Nykøbing, B.1921. Overbygningen, der forenede de to klubbers bedste spillere, tog i 2006 navneforandring til Lolland-Falster Alliancen. I 2013 tog de to klubber skridtet videre og fusionerede helt til den nye klub Nykøbing FC, hvorved B.1901 ophørte med at eksistere som en selvstændig klub.

## Klubbens historie

### Første storhedstid
Nykøbing Falster Boldklub af 1901 blev grundlagt den 8. november 1901 med en "læge Mørkeberg, sagfører Olivarius og brygger Synnestvedt i spidsen".
Klubbens første storhedstid var i 1910'erne og 1920'erne, hvor B.1901 vandt syv provinsmesterskaber, men lige så mange gange tabte kampen om Danmarksmesterskabet til hold fra København. Fra 1928 var klubben med i den bedste række i de første to sæsoner af den nystartede, landsdækkende Danmarksturnering.

### Anden storhedstid
Fra 1960 blev fodbold igen en meget populær sport på Lolland og Falster. Semifinalen i pokalturneringen i 1960 mellem B.1901 og den mindre lollandske klub Frem Sakskøbing blev minderig for den generation. Det lokale drama i Sakskøbing fik DR til at sende den legendariske Gunnar "Nu" Hansen ned for at kommentere kampen, der endte 1-1. Forlænget spilletid kunne ikke lade sig gøre, fordi det var blevet for mørkt til, at dommerne kunne se målene. I stedet blev afholdt en ny returkamp fem dage senere i Nykøbing med B.1901 som vært og storfavorit. Frem Sakskøbing vandt imidlertid sensationelt 2-0 på mål fra den 20-årige Frits Hansen og gik derfor videre til pokalfinalen. Der kom 10.000 til hver af de to kampe indenfor få dage - dobbelt så mange mennesker, som der boede i Sakskøbing.
I 1961 blev den senere landstræner Kurt Nielsen træner for B.1901. Han nåede at være træner for klubben i i alt tre periode i 1961-81, og han blev omdrejningspunktet for klubbens anden storhedstid. Han gav klubben succes og sørgede sammen med sin kone også for at skabe et godt socialt miljø, der blandt andet tiltrak den senere landsholdsspiller og landstræner Morten Olsen, der spillede i B.1901 fra 1970 til 1972. Klubben var i tre perioder med i den bedste række i årene 1963-1965, 1969-1979 og 1981-1982. Klubbens bedste placering i Danmarksturneringen blev en 4. plads i 1. division 1972. I 1977 lå B.1901 på tredjepladsen før sidste spillerunde, men tabte på sidste spilledag 1-2 hjemme til Esbjerg fB og sluttede som nummer fem. Holdet nåede  desuden pokalfinalerne i 1973 og 1983, men tabte dem begge mod henholdsvis Randers Freja og OB.
I 1972 blev B.1901 den første klub i Danmark, der havde en afrikansk spiller på holdet, idet man hentede gambianeren Biri Biri til Nykøbing Falster. Biri Biri blev landskendt og fik senere en stor karriere i Spanien.

### Europæisk deltagelse
Klubben har deltaget to gange i europæiske fodboldturneringer. I 1970 spillede den i 1. runde i Messebyturneringen imod tyske Hertha Berlin og i 1983 i UEFA Pokalvindernes Turnering imod den sovjetiske klub Shakhtar Donetsk. Begge gange blev det til to nederlag for falstringerne.

### Nedtur, alliance og fusion
Med indførelsen af professionel fodbold i 1977 begyndte nedturen for B.1901. Klubben og fodboldmiljøet i hele Lolland-Falster var ikke gearet til de nye tider, hvor pengene kom til at spille en større rolle. Uden store sponsorer kunne ingen af de lokale klubber følge med. Sæsonen 1982 var sidste gang, B.1901 spillede i den bedste division (1. division). Med en tredjesidsteplads rykkede klubben ned i 2. division, og efter to år her yderligere ned i 3. division, hvor klubben spillede i 1985. De næste fem år 1986-90 spillede klubben i den regionalt opdelte 3. division (fire gange i 3. division øst, men i 1988 i 3. division vest), indtil den i 1990 endte på sidstepladsen og rykkede helt ud af Danmarksturneringen ned i Danmarksserien.
I 1992 spillede B.1901 i Lolland-Falsterserien, og da B 1921 samme år rykkede op i Danmarksserien, overtog denne klub rollen som Nykøbing Falsters førende klub.
1. januar 1994 dannede de to Nykøbingklubber Nykøbing Falster Alliancen (NFA) som en fælles overbygning på klubberne, der i øvrigt fortsatte et selvstændigt liv. NFA samlede de to klubbers bedste hold, og B.1901's eget førstehold blev herefter Lolland-Falster-serieholdet. I 1997 blev dette hold Lolland-Falster-mester og avancerede dermed til Danmarksserien, hvorfra det dog allerede efter sæsonen 1997-98 trods en hæderlig 9.plads blev skubbet tilbage i Lolland-Falster-serien, fordi NFA i den sidste runde rykkede ned fra Kvalifikationsrækken til Danmarksserien.
B.1901 var i den følgende årrække blandt topholdene i LF-serien. I 1999 blev holdet nr. 2 og i 2000 atter Lolland-Falster-mestre. Holdet deltog i oprykningsspillet til Danmarksserien frem til fusionen i 2013.
Nykøbing Falster Alliancen, der 1. januar 2006 ændrede navn til Lolland-Falster Alliancen (LFA), spillede med skiftende held siden sin oprettelse. I 1995-96 spillede holdet første gang op i 2. division, men rykkede ned igen efter sæsonen 1997-98. I sæsonen 2002-03 spillede NFA dog igen i 2. division og opnåede med en andenplads endda videre avancement til 1. division. I de følgende ti sæsoner vekslede NFA/LFA mellem 1. division (2003-06 og 2007-09) og 2. division (2006-07 og 2009-13).
Efter at der i flere år havde været forslag om at slå de to Nykøbingklubber B.1901 og B.1921 definitivt sammen, blev fusionen mellem dem endeligt fuldført 1. juli 2013 under det nye klubnavn Nykøbing FC. Dermed ophørte B.1901 som en selvstændig klub. På dagen blev der hejst flag med det nye klublogo i den nye klubs to anlæg NFC Syd og NFC Nord.

## Kendte spillere og trænere
Den mest kendte spiller fra B.1901 er uden tvivl den senere mangeårige landsholdsspiller og landstræner Morten Olsen, men klubben har fostret i alt 10 danske spillere, der også var på landsholdet, mens de spillede i B.1901. Hans Ewald Hansen nåede officielt flest landskampe som B.1901-spiller med i alt 18 styk. Blandt klubbens øvrige profiler, der blev landsholdsspillere, er Svend Aage Eriksen og John Kramer.
En række andre landsholdsspillere har haft en fortid i klubben. Bjarne Goldbæk, der spillede 28 landskampe i sin aktive karriere, har således en fortid som ungdomsspiller i B.1901. Det samme gælder Claus Jensen, der senere blev medejer, sportsdirektør og manager i Nykøbing FC.
Michael Hansen debuterede på B.1901's førstehold i 3. division som 16-årig, inden han fortsatte karrieren i Næstved to år senere.
To danske landstrænere har haft tilknytning til klubben. Udover Morten Olsen, der spillede i B.1901 som ung, er det Kurt Nielsen, der var træner i flere perioder i klubbens anden guldalder fra 1960'erne til starten af 1980'erne.

### Tidligere trænere
- 1968-75  Kurt Nielsen
- 1976-77  Eduard Bründl
- 1978-79  Bosse Håkansson
- 1979-80  Jørn Nielsen
- 1981  Kurt Nielsen
- 1982-84  Torben Storm
- 1985  Kurt Nielsen
- 1985  Søren Larsen
- 1986  Niels Erik Rasmussen
- 1987  John Kramer
- 1988  Jørn Nielsen
- 1989-90  Jan Øster Nielsen
- 2009-12  Kurt Møller Jakobsen
- 2012-13  Morten Herman Rasmussen